# Kalvshestres sjö
Kalvshestres sjö är en sjö i Ulricehamns kommun i Västergötland och ingår i Ätrans huvudavrinningsområde. Sjön har en area på 0,0657 kvadratkilometer och ligger 232,5 meter över havet.

## Delavrinningsområde
Kalvshestres sjö ingår i det delavrinningsområde (639656-134819) som SMHI kallar för Nedlagd mätstation. Avrinningsområdets medelhöjd är 221 meter över havet och ytan är 22,41 kvadratkilometer. Räknas de 19 avrinningsområdena uppströms in blir den ackumulerade arean 666,72 kvadratkilometer. Avrinningsområdets utflöde Ätran mynnar i havet. Avrinningsområdet består mestadels av skog (74 procent). Avrinningsområdet har 0,12 kvadratkilometer vattenytor vilket ger det en sjöprocent på 0,5 procent. Bebyggelsen i området täcker en yta av 0,25 kvadratkilometer eller 1 procent av avrinningsområdet.